# Euglossa milenae
Euglossa milenae là một loài Hymenoptera trong họ Apidae. Loài này được Bembé mô tả khoa học năm 2007.